# Sympycnus brevitarsis
Sympycnus brevitarsis är en tvåvingeart som beskrevs av Becker 1922. Sympycnus brevitarsis ingår i släktet Sympycnus och familjen styltflugor.
Artens utbredningsområde är Paraguay. Inga underarter finns listade i Catalogue of Life.